# 伊格爾維爾 (密蘇里州)
伊格爾維爾（英語：Eagleville）是位於美國密蘇里州哈里森縣的村。

## 人口
根據2020年美國人口普查的數據，伊格爾維爾的面積為2.64平方千米，當中陸地面積為2.62平方千米，而水域面積為0.02平方千米。當地共有人口275人，而人口密度為每平方千米104人。